# Mittelstraße 15 (Gernrode)

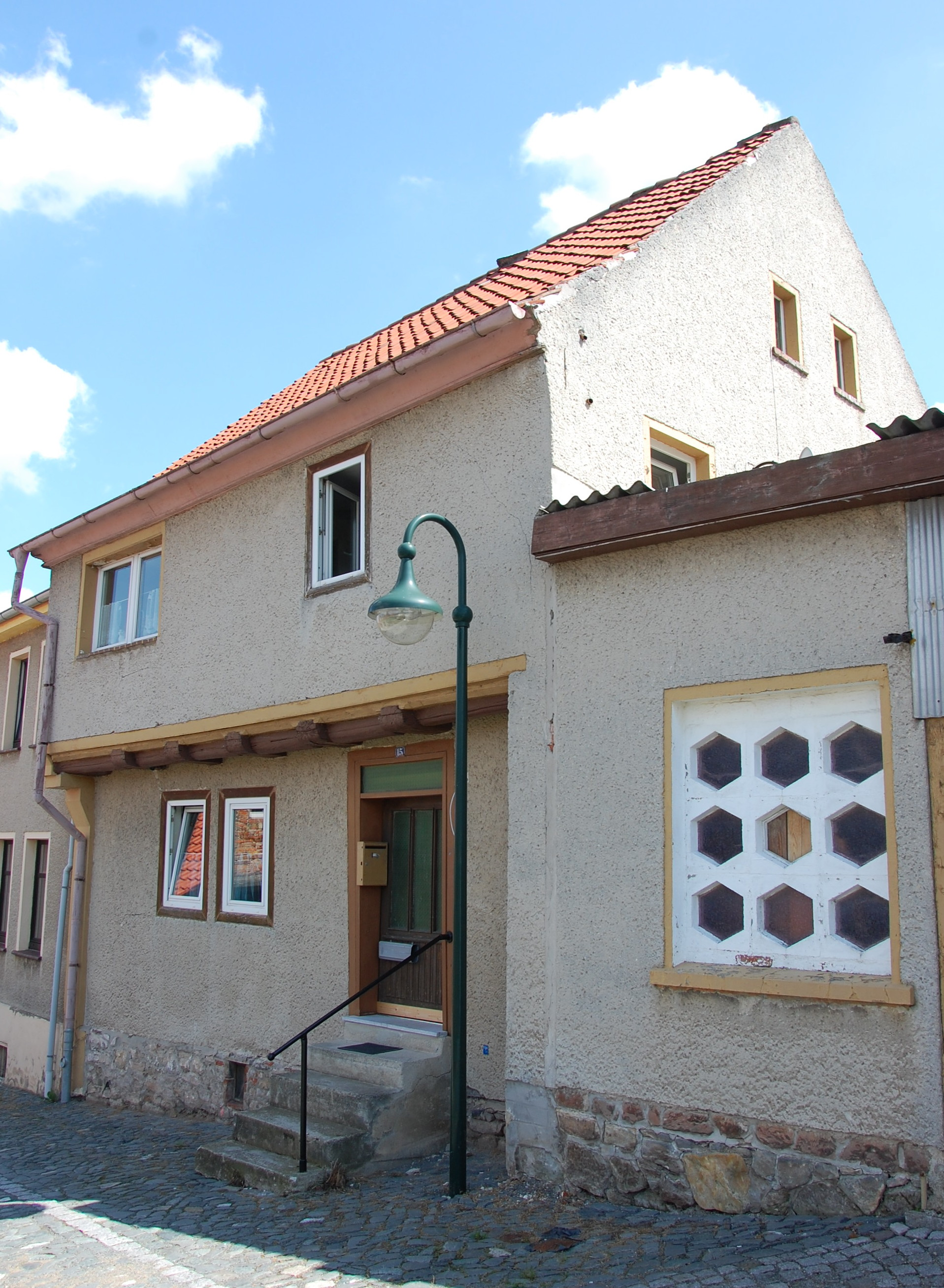
Haus Mittelstraße 15

Das Haus Mittelstraße 15 ist ein denkmalgeschütztes Gebäude in dem zur Stadt Quedlinburg in Sachsen-Anhalt gehörenden Ortsteil Stadt Gernrode.

## Lage
Es befindet sich im östlichen Teil der Gernröder Altstadt auf der Ostseite der Mittelstraße und ist im örtlichen Denkmalverzeichnis als Wohnhaus eingetragen.

## Architektur und Geschichte
Das zweigeschossige, verputzte Fachwerkhaus entstand in der zweiten Hälfte des 17. Jahrhunderts und ist vermutlich der älteste erhaltene Bau im östlichen Teil Gernrodes. Das Obergeschoss kragt deutlich vor. Die Stockschwelle ist stark profiliert. Darüber hinaus bestehen Füllhölzer und Balkenköpfe.